# Żerstwianka (sielsowiet Miory)
Żerstwianka – dawny zaścianek. Tereny, na których leżał, znajdują się obecnie na Białorusi, w obwodzie witebskim, w rejonie miorskim, w sielsowiecie Miory.

## Historia
W czasach zaborów w powiecie dzisieńskim, w guberni wileńskiej Imperium Rosyjskiego.
W latach 1921–1945 zaścianek leżał w Polsce, w województwie wileńskim, w powiecie dziśnieńskim (od 1926 w powiecie brasławskim) w gminie Nowy Pohost.
Według Powszechnego Spisu Ludności z 1921 roku zamieszkiwało tu 30 osób, 24 było wyznania rzymskokatolickiego a 6 prawosławnego. Jednocześnie 11 mieszkańców zadeklarowało polską a 19 białoruską przynależność narodową. Było tu 6 budynków mieszkalnych. W 1931 w 6 domach zamieszkiwało 27 osób.
Wierni należeli do parafii rzymskokatolickiej w Miorach. Miejscowość podlegała pod Sąd Grodzki w Drui i Okręgowy w Wilnie; właściwy urząd pocztowy mieścił się w Nowym Pohoście.